# حسان النية (فلم)
حسان النية فيلم جزائري. من إخراج غوتي بن ددوشومن  بطولة رويشد.تم تصوير الفيلم عام 1989 في  كل من الجزائرالعاصمة وغليزان وتلمسان .

## الممثلون
- رويشد
- كلثوم
- سيد علي كويرات
- فطومة اوصليحة
- عبد القادر علولة
- مصطفى كاتب
- محمد فلاق
- رشيد فارس .
- حديدوان
- ما مسعودة '' حمزة فغولي '' .
- صيراط بومدين .

## الطاقم الفني
- سيناريو : رويشد
- اقتباس : الغوثي بن ددوش
- مدير التصوير : علال يحياوي
- مهندس الصوت : رشيد بوعافية
- مسؤول الديكور : محمد بوجمعة
- مشؤول التركيب : رابح دعبوز
- مدير الإنتاج : مسعود ناصر عبد الحفيظ
- موسيقى : احمد مالك
- مخرج : الغوثي بن ددوش